# Libéria az 1956. évi nyári olimpiai játékokon
Libéria az ausztráliai Melbourne-ben és a svédországi Stockholmban megrendezett 1956. évi nyári olimpiai játékok egyik részt vevő nemzete volt. Az országot az olimpián 1 sportágban 4 sportoló képviselte, akik érmet nem szereztek. Libéria első alkalommal vett részt az olimpiai játékokon.

## Atlétika
Férfi
| Versenyző                                                 | Versenyszám     | Előfutam   | Előfutam | Negyeddöntő | Negyeddöntő | Elődöntő | Elődöntő | Döntő   | Döntő    |
| Versenyző                                                 | Versenyszám     | Idő        | Hely.    | Idő         | Hely.       | Idő      | Hely.    | Idő     | Helyezés |
| --------------------------------------------------------- | --------------- | ---------- | -------- | ----------- | ----------- | -------- | -------- | ------- | -------- |
| Emmanuel Putu                                             | 100 m           | 11,3       | 5.       | kiesett     | kiesett     | kiesett  | kiesett  | kiesett | kiesett  |
| Emmanuel Putu                                             | 200 m           | 24,33      | 7.       | kiesett     | kiesett     | kiesett  | kiesett  | kiesett | kiesett  |
| James Roberts                                             | 200 m           | kizárták   | kizárták | kiesett     | kiesett     | kiesett  | kiesett  | kiesett | kiesett  |
| James Roberts                                             | 100 m           | 11,3       | 6.       | kiesett     | kiesett     | kiesett  | kiesett  | kiesett | kiesett  |
| George Johnson                                            | 400 m           | 54,8       | 6.       | kiesett     | kiesett     | kiesett  | kiesett  | kiesett | kiesett  |
| George Johnson                                            | 800 m           | nincs adat | 7.       |             | kiesett     | kiesett  | kiesett  | kiesett |          |
| Edward Martins Emmanuel Putu George Johnson James Roberts | 4 × 100 m váltó | 44,7       | 5.       |             | kiesett     | kiesett  | kiesett  | kiesett |          |

| Versenyző      | Versenyszám | Selejtező | Selejtező | Döntő    | Döntő    |
| Versenyző      | Versenyszám | Eredmény  | Helyezés  | Eredmény | Helyezés |
| -------------- | ----------- | --------- | --------- | -------- | -------- |
| Edward Martins | Távolugrás  | 601 cm    | 31.       | kiesett  | kiesett  |